# Ясени (река)
Я́сени — река на северо-западе Краснодарского края.
Берёт начало в 12 км западнее станицы Староминской. Течёт на юго-запад, впадая в солёное озеро Ханское, являющееся лиманом, отделённым тонким перешейком от Бейсугского залива Азовского моря. Длина реки — 74 км, площадь её водосборного бассейна — 596 км². Характер течения спокойный, уклон — около 45 см/км. Питание в основном дождевое. Русло реки очень сильно заилено, поэтому приток грунтовых вод затруднен. Течение реки зарегулировано системой прудов. Вода в реке сильно засолена́. На поверхности воды — ряска, по берегам растёт рогоз, камыш, осока. Поверхность воды весной покрывается ряской. Из рыбы водятся карась, окунь, лещ, плотва, толстолобик, судак и сазан.
Встречаются ужи, желтобрюхий полоз, болотная черепаха.
Населённые пункты на реке Ясени (от истока к устью): хутор Ясени, станица Новоясенская, станица Новощербиновская, посёлок Заводской, хутор Новодеревянковский. Станица Ясенская расположена в 6 км западнее устья реки.